# إنتاج الكلام

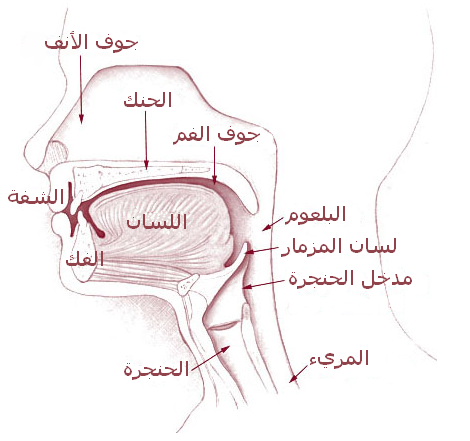
جهاز النطق المستخدم لدى البشر أثناء عملية إنتاج الكلام.

يقصد بمصطلح إنتاج الكلام (بالإنجليزية: Speech production)‏ تلك العملية التي يتم من خلالها ترجمة الأفكار إلى خطاب. ويشمل ذلك اختيار الكلمات وتنظيم الأشكال النحوية ذات الصلة، ثم التعبير عن الأصوات الناتجة عن النظام الحركي باستخدام الجهاز الصوتي. يمكن لعملية إنتاج الكلام أن تكون عفوية، على سبيل المثال عندما ينشئ الشخص كلمات أثناء محادثة معينة أو كرد فعل فعل عند تسمية صورة أو قراءة كلمة مكتوبة بصوت عال، كما يمكن لها أن تكون أيضا على شكل تقليد، عند تكرار الكلام على سبيل المثال. عملية إنتاج الكلام ليست هي نفسها عملية إنتاج اللغة، حيث يمكن أيضا إنتاج اللغة يدويا عن طريق الإشارات.
في محادثة عفوية اعتيادية، ينتج البشر أربعة مقاطع لفظية، عشرة أو اثني عشر فونيما، وكلمتين إلى ثلاث من أصل المفردات الخاصة بهم (التي تتراوح بين 10 إلى 100000كلمة)  في كل ثانية. تعتبر أخطاء إنتاج الكلام نادرة نسبيا، حيث تحدث بمعدل حوالي واحد من أصل 900 في الكلام التلقائي. الكلمات التي يتم التحدث بها أو تعلمها في وقت مبكر من الحياة أو يسهل تخيلها هي عادة كلمات أسرع من تلك التي نادرا ما تقال، أو تتعلم في وقت لاحق من الحياة، أو يتم اختصارها. يمكن لعملية الإنتاج الصوتي للكلام أن تترافق في بعض الأحيان مع إنتاج حركات باليد تعمل على تعزيز فهم ما يقال.
يتولد الكلام عادة نتيجة للضغط الرئوي الذي توفره الرئتان اللتان تولدان صوتا عن طريق التصويت من خلال مزمار الحنجرة والذي يتم تعديله بعد ذلك بواسطة القناة الصوتية إلى حروف مصوتة وأخرى صامتة. مع ذلك يمكن أن يحدث إنتاج للكلام دون استخدام الرئتين والكلوتيس وذلك في مايسمى بالكلام اللاحنجري باستخدام الأجزاء العلوية من المسالك الصوتية. يتمثل المثال الأكثر وضوح للكلام اللاحنجري في حديث الشخصية الكرتونية الشهيرة دونالد داك (بطوط).

## المراحل
ينطوي إنتاج اللغة المنطوقة على ثلاثة مراحل أو مستويات رئيسية للمعالجة: التصور، والصياغة، والتعبير.
أول مرحلة هي التصور أو التحضير التصوري، تتشكل هنا النية لخلق الخطاب المطلوب قبل الشروع في التعبير عنه بكلمات منطوقة خاصة. هنا يتم صياغة الرسائل المقصودة مسبقا، والتي تحدد المفاهيم التي يتم التعبير عنها.
المرحلة الثانية هي الصياغة، يتم خلال هذه الأخيرة إنشاء الشكل اللغوي المطلوب للتعبير عن الرسالة المطلوبة. وتشمل صياغة الترميز النحوي، والترميز الشكلي للصوت بالإضافة إلى الترميز الصوتي. حيث الترميز النحوي هو عملية اختيار الكلمة النحوية أو الليمية المناسبة. تقوم الليمبا المختارة بتنشيط الإطار النحوي المناسب للرسالة المفترضة. فيما يعني الترميز الشكلي للصوت عملية كسر الكلمات إلى مقاطع ليتم إنتاجها في الكلام العلني. الجزء الأخير من مرحلة الصياغة هو التشفير الصوتي، الذي ينطوي على تفعيل إيماءات تلفظية تعتمد على المقاطع المختارة في عملية الترميز الشكلي للصوت، يتم على إثرها تجميع الكلام معا. بالموازات مع هذا يتم الانتهاء من ترتيب حركات الجهاز الصوتي.
المرحلة الثالثة في إنتاج الكلام المفصل، هي التعبير عن الكلام عن طريق الرئتين، المزمار والحنجرة واللسان والشفتين والفك وأجزاء أخرى من الجهاز الصوتي.

## علم الأعصاب

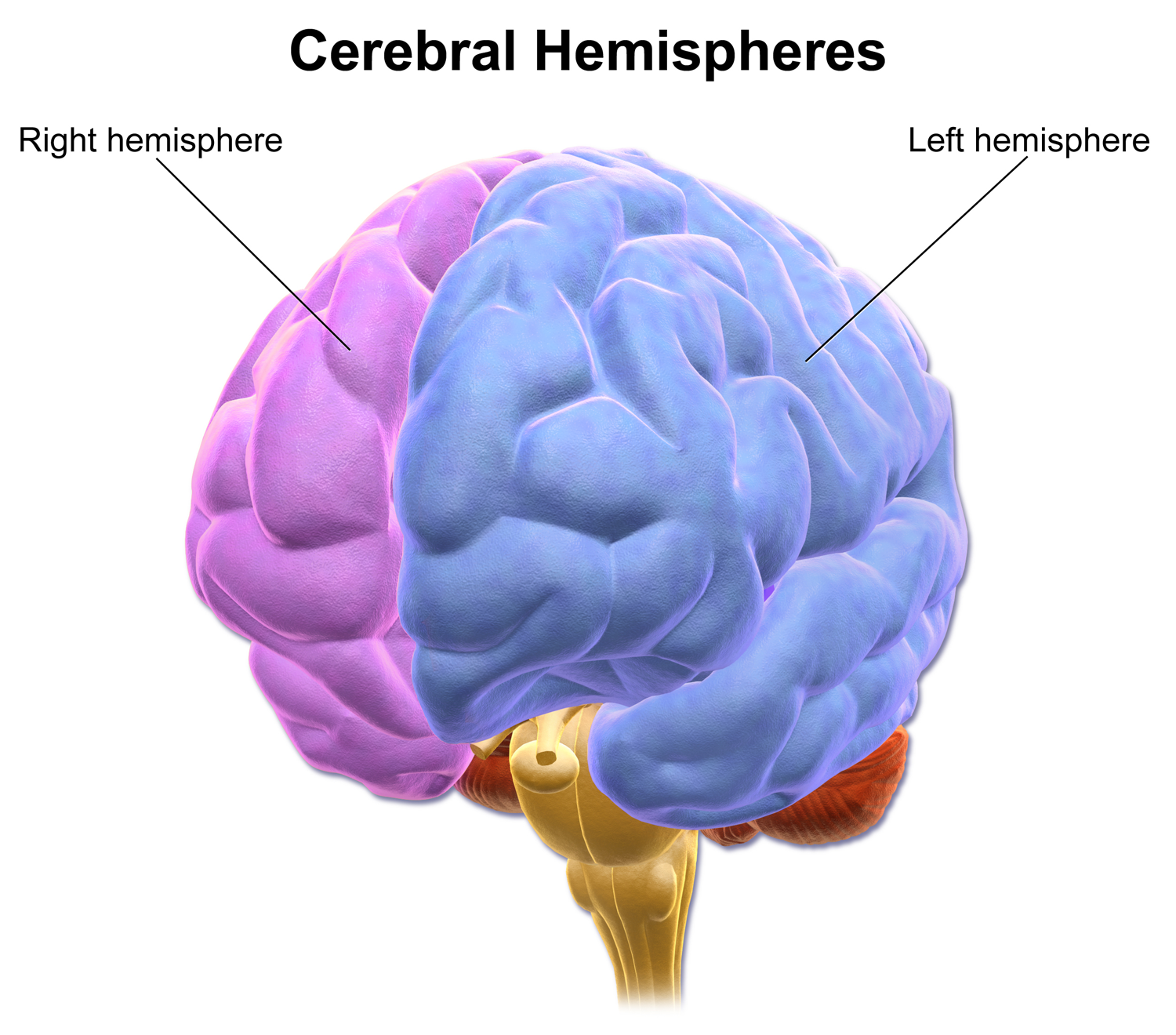
يحدث أغلب نشاط إنتاج الكلام لدى الأشخاص الذين يستخدمون يدهم اليمنى على مستوى النصف المخي الأيسر من الدماغ.

يعتمد جسم الأشخاص اليمينيين أثناء عملية إنتاج الكلام على مناطق في النصف المخي الأيسر من الدماغ. وتشمل هذه المناطق منطقة الباحة الحركية الإضافية، والجزء الخلفي الأيسر من التلفيف الجبهي السفلي، والناحية اليسرى من الفص الجزيري، والقشرة الحركية الأساسية اليسرى والفص الصدغي. بالإضافة إلى ذلك هناك أيضا المناطق تحت القشرية، مثل العقد القاعدية والمخيخ. يسهل المخيخ تسلسل مقاطع الكلام إلى كلمات سريعة وسلسة ومنسقة، بالإضافة إلى الألفاظ الأطول.

## الاضطرابات
يمكن لعملية إنتاج الكلام أن تتأثر بالعديد من الاضطرابات، على غرار:
- حبسة
- حبسة التسمية
- تعذر الأداء النطقي
- حبسة اللحن
- اضطرابات المعالجة السمعية
- خلل لحن تلفظ
- اضطراب الكلام
- اضطرابات النطق
- تأتأة

## التطور
يستمر تطور إنتاج الكلام طوال حياة الفرد من أول ثرثرة للرضيع وصولا إلى خطاب مفهوم مطور تماما في سن الخامسة. قبل حتى عملية إنتاج الصوت، يبدأ الرضيع في تقليد تعبيرات الوجه وحركاته. وببلوغهم سن 7 أشهر، يبدأ الأطفال في تجربة التواصل الصوتي من خلال محاولة تنسيق إنتاج الصوت مع فتح وإغلاق أفواههم.
إلى غاية السنة الأولى من حياتهم، لا يستطيع الأطفال إنتاج كلمات متماسكة، بل ينتجون صوتا متكررا (ثرثرة). تسمح هذه الأخيرة للرضيع بتجربة التعبير عن الأصوات دون الحاجة إلى حضور المعنى. تتزايد المفردات 
يزيد نمو المفردات المكررة مع الوقت بشكل كبير عندما يصبح الرضع قادرين على فهم وجود الأشياء. يستمر ذلك إلى غاية عمر السنة تقريبا، عندما تبدأ أخيرا المرحلة الأولى من إنتاج الكلام ذي المعنى. تسمى هذه المرحلة باسم مرحلة التعبير عن فكرة كاملة من خلال كلمة واحدة، خلالها يتكون كلام الرضيع من كلمة واحدة في كل مرة (مثل ماما، بابا وغيرها). تأتي فيما بعد مرحلة أكثر تطورا من سابقتها. خلال هذه المرحلة، يمكن للأطفال الرضع تكوين جمل قصيرة (من قبيل حليب ماما). يحدث هذا عادة في عمر يتراوح ما بين السنة ونصف والسنتين ونصف. تتميز هذه المرحلة بكونها جديرة بالملاحظة بشكل خاص بسبب النمو الهائل في معجم الطفل. مع ما يكفي من المفردات، يبدأ الأطفال في استخراج أنماط الصوت، ويتعلمون كيفية تقسيم الكلمات إلى مقاطع صوتية، مما يزيد من عدد الكلمات التي يمكنهم تعلمها. خلال مرحلة تطور الخطاب هذه، يكون معجم الطفل مكونا من حوالي 200 كلمة أو أكثر، مع ذلك يستطيعون فهم أكثر مما يستطيعون الكلام.
ببلوغ الطفل عمر سنتين ونصف، يصبح إنتاجه للكلام معقدا بشكل متزايد، لا سيما في هيكله الدلالي. مع شبكة دلالية أكثر تفصيلا، يتعلم الطفل التعبير عن عدد أكبر من المعاني، مما يساعده على تطوير نظام مفاهيمي معقد الليمات. بوصوله إلى عمر الأربع أو الخمس سنوات، تصبح ليمات الطفل أكثر تنوعا، مما يساعده على اختيار الليما الصحيحة اللازمة لإنتاج الكلام الصحيح. خلال ذلك يمكن للقراءة على الأطفال أن تحسن معجمهم. في هذا السن، يكتسب الأطفال الذين يقرؤون ويتعرضون إلى كلمات نادرة ومعقدة حوالي 32 مليون كلمة إضافية مقارنة بطفل فقير لغويا. في هذا السن، يجب أن يكون الطفل قادرا على التحدث بجمل كاملة، مشابهة لتلك الخاصة بالبالغين.